# Can't Slow Down
《Can't Slow Down》은 미국의 싱어송라이터 라이오넬 리치의 두 번째 솔로 스튜디오 음반이다. 1983년 10월 11일, 모타운에 의해 발매되었다. 이 음반은 2천만 장 이상이 팔렸고, 리치의 역사상 가장 많이 팔린 음반이다. 《Can't Slow Down》에서 5개의 싱글이 발매되었는데, 이들은 모두 빌보드 핫 100 차트에서 상위 10위에 올랐으며, 그 중 2개는 〈All Night Long (All Night)〉과 〈Hello〉에 올랐다. 이 음반은 1985년 그래미 어워드 올해의 음반상을 수상하기도 했다.

## 평가
| 전문가 평가                   | 전문가 평가 |
| 평가 점수                     | 평가 점수   |
| 출처                          | 점수        |
| ----------------------------- | ----------- |
| AllMusic                      | [ 3 ]       |
| Robert Christgau              | B+          |
| Encyclopedia of Popular Music | [ 4 ]       |
| Rolling Stone                 | [ 5 ]       |

《빌리지 보이스》의 동시대 리뷰에서, 음악 평론가 로버트 크리스트가우는 이 음반에 "B+"를 주었고, 특히 리치의 발라드 노래와 관련하여 "놀랍게도 견고한" 향상이라고 말했다. 그는 코모도스의 펑크보다 "뛰어난 국제 댄스 팝"이 리치에게 더 어울린다고 느꼈고, 그의 "백인들에게 잘 알려진 매력"을 고려할 때 《Can't Slow Down》은 "미니 《Thriller》"가 될 가능성이 있다고 예측했다. 《롤링 스톤》의 돈 시웨이는 이 음반에 별 5개 중 4개를 주었고, 비록 발라드가 단조롭지만 리치는 성공적으로 다양한 청취자들을 위해 그의 음악을 넓혔고 스티비 원더와 마이클 잭슨과 같은 현대 아티스트들에게 "혁신할 수 없다면 모방하라, 그리고 그들이 그들의 출처에 대해 더 정직할수록, 더 좋다"고 말했다.
올뮤직의 회고적인 리뷰에서, 스티븐 토마스 얼와인은 5개의 별 중 4개 반을 주었고 리치가 최고의 히트곡을 보여주고 짧은 러닝 타임이 유일한 약점인 음반에 대해 보수적이고 멜로딕한 후크 기반의 접근법을 취했다고 썼다. 1999년, 《Q》 잡지는 《Can't Slow Down》을 역대 최고의 모타운 레코드 목록에 포함시켰고, "프로덕션 가치가 높고, 그의 작곡 솜씨는 최고이며, 세계적인 대히트곡 〈All Night Long〉의 적어도 한 곡은 심장을 울리고 발을 동동 구르게 하는 좋은 시절의 국가이다"라고 언급했다.

## 상업적 성과
이 음반은 빌보드 200 차트에서 1위에 올랐다. 또한 빌보드 200에서 총 160주(3년 이상)를 톱 10 안에 들었으며, 59주 연속으로 톱 10 안에 들었다. 1984년에 세 번째로 많이 팔린 음반이 된 후, 1985년에 브루스 스프링스틴의 《Born in the U.S.A.》와 프린스의 《Purple Rain》과 같은 헤비급 경쟁자들을 제치고 그래미 어워드 올해의 앨범상을 수상했다. 1986년까지 이 음반은 1,500만 장이 팔렸고, 결국 2,000만 장 이상이 팔렸다.
《Can't Slow Down》은 발매된 모든 싱글이 빌보드 핫 100 차트에서 10위 안에 드는 위업을 달성했다. 〈Hello〉와 〈All Night Long (All Night)〉 두 곡이 모두 1위를 차지했다. 다른 히트곡으로는 〈Stuck on You〉 (미국 3위), 〈Running with the Night〉 (미국 7위), 〈Penny Lover〉 (미국 8위)가 있다. 발라드 〈The Only One〉은 싱글로 발매된 적이 없는 음반의 중요한 곡이었지만, 리치의 라이브 공연에서 여전히 인기 있는 주요 곡으로 남아있다.
싱글 〈Stuck on You〉는 또한 빌보드 핫 컨트리 싱글 & 트랙 차트(현재 핫 컨트리 송스)에서 24위에 올랐다.

## 곡 목록
| #  | 제목                           | 작사·작곡                        | 재생 시간 |
| -- | ------------------------------ | -------------------------------- | --------- |
| 1. | 〈Can't Slow Down〉            | 라이오넬 리치, 데이비드 코크레인 | 4:43      |
| 2. | 〈All Night Long (All Night)〉 | 리치                             | 6:25      |
| 3. | 〈Penny Lover〉                | 리치, 브렌다 하비리치            | 5:34      |
| 4. | 〈Stuck on You〉               | 리치                             | 3:13      |
| 5. | 〈Love Will Find a Way〉       | 리치, 그레그 필린게인즈          | 6:16      |
| 6. | 〈The Only One〉               | 리치, 데이비드 포스터            | 4:21      |
| 7. | 〈Running with the Night〉     | 리치, 신시아 웨일                | 6:01      |
| 8. | 〈Hello〉                      | 리치                             | 4:08      |

## 인증
| 국가                                                  | 인증        | 판매량/출하량 |
| ----------------------------------------------------- | ----------- | ------------- |
| 오스트레일리아                                        | —           | 400,000       |
| 벨기에 (BEA)                                          | 4× 플래티넘 | 200,000*      |
| 브라질                                                | —           | 190,000       |
| 캐나다 (뮤직 캐나다)                                  | 다이아몬드  | 1,000,000^    |
| 핀란드 (Musiikkituottajat)                            | 플래티넘    | 50,608        |
| 프랑스 (SNEP)                                         | 골드        | 100,000*      |
| 독일 (BVMI)                                           | 골드        | 250,000^      |
| 홍콩 (IFPI 홍콩)                                      | 플래티넘    | 20,000*       |
| 네덜란드 (NVPI)                                       | 플래티넘    | 100,000^      |
| 뉴질랜드 (RMNZ)                                       | 플래티넘    | 15,000^       |
| 남아프리카 공화국                                     | —           | 200,000       |
| 스페인 (PROMUSICAE)                                   | 골드        | 50,000^       |
| 영국 (BPI)                                            | 3× 플래티넘 | 1,891,896     |
| 미국 (RIAA)                                           | 다이아몬드  | 10,000,000^   |
| 요약                                                  |             |               |
| 전 세계                                               | —           | 20,000,000    |
| *판매량을 기반으로 한 인증 ^출하량을 기반으로 한 인증 |             |               |

## 같이 보기
- 가장 많이 팔린 음반 목록
- 미국에서 가장 많이 팔린 음반 목록